# ピンハス・アンド・サンズ

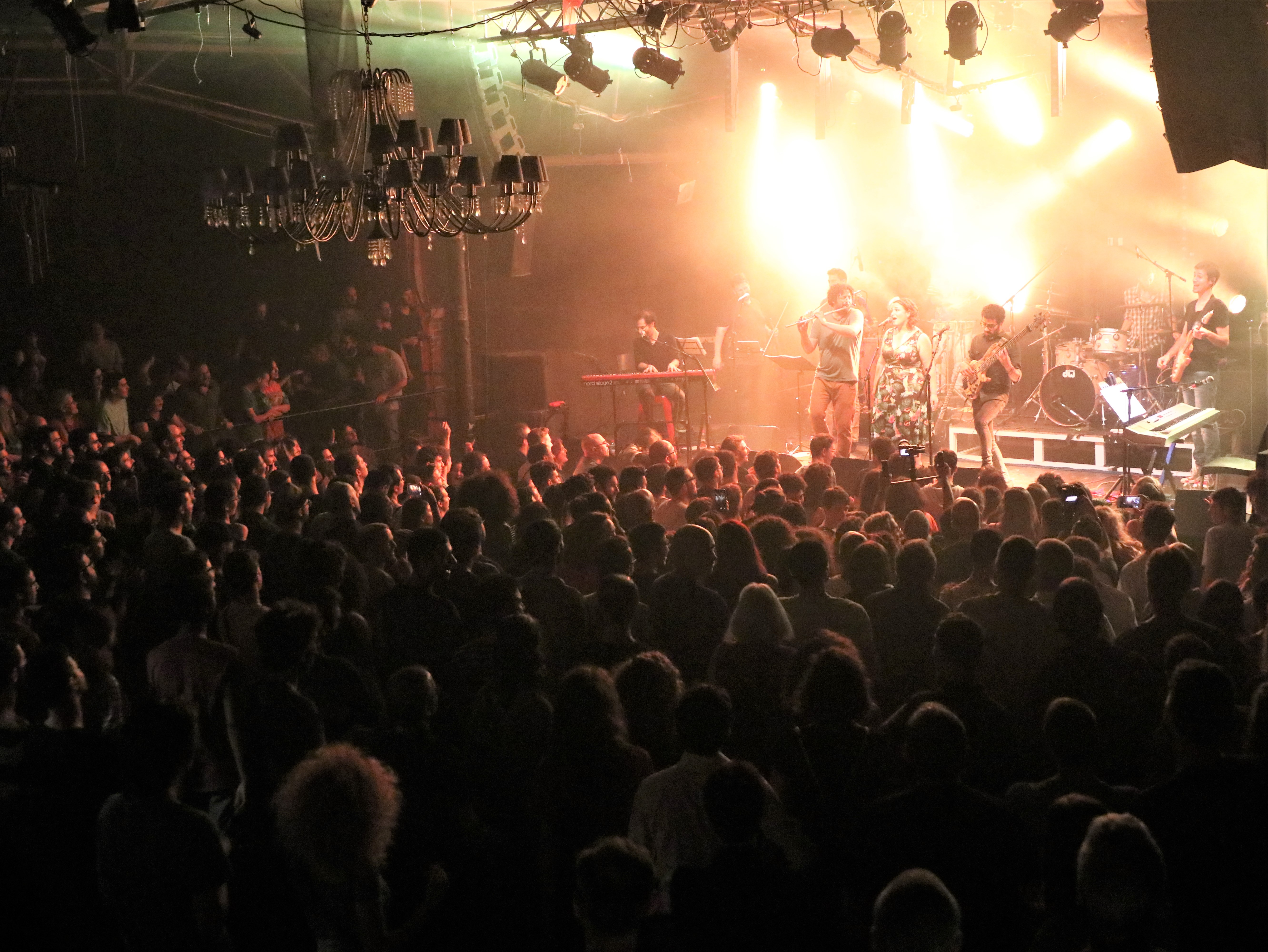
Pinhas and Sons live at the Barby (club), June 2019. Photographed by Rona.a

ピンハス・アンド・サンズ (英語: Pinhas and Sons、ヘブライ語: פנחס ובניו) は、さまざまな伝統音楽とプログレッシブ・ロックを組み合わせたイスラエルのフュージョン・バンド。作曲家兼キーボーディストのオフェル・ピンハス（Ofer Pinhas）によって2007年にその前身となるバンドが結成され、以来さまざまな形態で存在し、2015年に「ピンハス・アンド・サンズ」として結成された。
2014年の『מטאפורות זולות על אהבה』（Cheap Metaphors of Love）、2018年の『מדובר באלבום』（About An Album）、2024年の『מה יהיה עלינו』（What will be the end with us）という3枚のメイン・アルバムをリリースしている。また、2018年には、幼児向けにオリジナルトラックの一部をソフトなインストゥルメンタルにした『Baby Pinhas』というアルバムをリリースした。また、Shlomo Gronich、Guy Mazig、Daniel Zamir、Ester Rada、Din Din Avivなど、イスラエルの著名なミュージシャンともコラボレーションしている。

## 音楽活動歴
1960〜70年代のプログレッシブ・ロックや、クラシック音楽の強い影響を受けた音楽スタイルで、「Ofer Pinchas Presents」というバンド名で2007年に演奏活動を開始した。
2008年にグループの最初のシングル「עץ שנופל」（A Falling Tree）をリリース。2012年にバンドの名前が「ההרכב של עופר פנחס」（Ofer Pinchas's composition）に変更され、この頃からバンドはより民族的な影響を導入し始めた。
2014年末、バンドは最初のアルバム『מטאפורות זולות על אהבה』（Cheap Metaphors of Love）をリリースし、その後すぐに名前を「ピンハス・アンド・サンズ」に変更した。
2015年、彼らはエヤル・マジグのプロデュースで「מחול הטירוף」（狂気のダンス）と「ליל סתיו」（Autumn Night）という2枚のシングルをレコーディングした。同年、このアンサンブルは、イダン・ライヒェルが始めた非公式のチャレンジで、「Circles」という曲でソロを演じた。
2016年、“ヘブライ語歌手の女王”と呼ばれた歌手ショシャナ・デマリの死去10周年を記念する「Sing with it」プロジェクトへの参加者に選ばれ、歌手のシラン・アブラハムとともに「שני שושנים」（二本のバラ）という曲を演奏した。
2018年、グループはセカンド・アルバム『מדובר באלבום』（About An Album）をリリースした。そのうちの5つのトラックは、グループのファンの積極的な参加によるユニークなレコーディング・セッションで録音された。アルバム『ベイビー・ピンハス』（赤ちゃん向けにグループの曲を優しい音色でインストゥルメンタル・バージョンにしたもの）と、バンドの曲を集めた楽譜集も出版した。

## 音楽的な特徴
ピンハス・アンド・サンズのサウンドは、西洋のクラシック音楽（ピアノ、ヴァイオリン、ヴィオラ、フルート）、モダンロック（ヴォーカル、エレクトリック・ギター、エレクトリックベース、ドラム）、民族楽器（ダラブッカ、パンデイロ、コンガ、カラバッシュなど）からの影響をハイブリッドに融合させたものとなっている。変拍子の多用やジャズの影響を受けたハーモニーの洗練に加えて、音楽的にもテキスト的にも概念的にも曲のかなりの部分に伴うユーモアによって特徴付けられている（「כן זה חסר סיכוי אני יודעת אך ביני לבין עצמי הכל מותר」（はい、絶望的だとわかっていますが、ここだけの話、すべてが許されています）や「דברים שאני שוכח להגיד בהופעות וליאור כועס עלי אחר כ」（コンサートで言い忘れて後でリオールに怒られる）といった楽曲を参照）。

## ディスコグラフィー
- מטאפורות זולות על אהבה (2014)
- מדובר באלבום (2018)
- מה יהיה עלינו (2024)